# Lockheed F-117 Nighthawk
Il Lockheed F-117 Nighthawk era un aereo da attacco al suolo monoposto, bimotore a getto, stealth statunitense, sviluppato dall'ufficio di progettazione Skunk Works della Lockheed Martin per la United States Air Force.
Il primo volo dell'F-117A ebbe luogo nel 1981 e il velivolo raggiunse la capacità operativa iniziale (IOC: initial operating capability) nell'ottobre 1983. Il progetto fu mantenuto segreto fin quando venne presentato al pubblico, nel novembre del 1988.
Soprannominato comunemente "caccia stealth", in realtà era un aereo da attacco al suolo, sebbene designato con una sigla "F", al pari dei caccia USAF. Derivato dalle esperienze condotte con il dimostratore tecnologico Have Blue, divenne il primo aereo operativo a fare uso estensivo di tecnologie stealth, che furono ampiamente pubblicizzate durante l'impiego nella Guerra del Golfo.
L'aeronautica militare USA ha ritirato dal servizio l'F-117 il 22 aprile 2008, principalmente per l'introduzione in servizio del successivo F-22 Raptor e in previsione della consegna degli F-35 Lightning II.
Dell'aereo, ne vennero costruiti 64 esemplari, divisi tra 5 prototipi e 59 velivoli di serie. Vi fu anche il progetto di una variante per la U.S. Navy, chiamato F-117N Seahawk e ad ali ripiegabili, ma rimase senza seguito.

## Sviluppo
Pëtr Ufimcev, un matematico russo, pubblicò nel 1964 un articolo intitolato Method of Edge Waves in the Physical Theory of Diffraction nel Journal of the Moscow Institute for Radio Engineering, dove dimostrava che l'intensità di un'onda di ritorno radar è proporzionale alla conformazione degli spigoli di un oggetto e non alle sue dimensioni. Ufimcev estese il lavoro teorico del fisico tedesco Arnold Sommerfeld, dimostrando che è possibile calcolare la sezione radar equivalente, in inglese Radar Cross Section (RCS), di un oggetto solo attraverso la superficie delle ali e i suoi bordi. La conseguenza più notevole di questa scoperta fu la possibilità di ridurre la sezione radar di un aereo anche di dimensioni notevoli, in modo da renderlo più difficile da rilevare. La forma adatta all'invisibilità al radar era tuttavia aerodinamicamente intrinsecamente instabile; la stabilizzazione con un computer a bordo fu tecnologicamente praticabile solo nove anni più tardi quando l'ingegnere capo della Lockheed, Ben Rich lesse l'articolo di Ufimcev.
Nel 1973, il dipartimento Lookheed Advanced Development Projects (noto come Skunk Works, in California) iniziò quindi lo sviluppo dell'F-117A attraverso un programma software chiamato "Echo", sviluppato dall'informatico Denys Overholser e dal matematico Bill Schroeder, con una superficie costituita da pannelli piatti, orientati in modo da far rimbalzare la maggior parte delle onde incidenti in direzioni diverse da quella di provenienza. Il primo modello, realizzato nel 1975, venne soprannominato The Hopeless Diamond ("Il diamante senza speranza") a causa del suo aspetto bizzarro (tanto eccentrico che i primi piloti, vedendolo, pensarono ad uno scherzo). Nel 1977 la Lockheed produsse due modelli in scala ridotta del 60%, nell'ambito del progetto Have Blue. Nel 1979, l'F-117 compì il primo volo, solo 31 mesi dopo lo sviluppo del modello in piena scala. La prima consegna di un modello di produzione avvenne nel 1982 e le piene capacità operative vennero raggiunte nell'ottobre del 1983.

## Tecnica
L'F-117 Nighthawk (Falco della notte) ha le dimensioni di un F-15 Eagle, è monoposto e molti suoi componenti sono derivati da altri aerei militari come l'F-16 Fighting Falcon, l'F/A-18 Hornet e l'F-15E Strike Eagle, in modo da ridurre i costi di sviluppo. I motori erano una coppia di propulsori a turboventola General Electric F404 senza postbruciatore (quest’ultimo avrebbe compromesso gravemente l'invisibilità all'infrarosso). I controlli di volo erano di tipo Fly-by-wire e la navigazione avveniva tramite GPS e un sistema di navigazione inerziale molto accurato. Le missioni erano coordinate da un sistema di pianificazione automatico in grado di gestire tutte le fasi di un attacco, incluso lo sganciamento delle armi. I bersagli erano acquisiti da un sistema termografico all'infrarosso gestito da un laser che individuava la distanza e marca i bersagli per le bombe a guida laser.
Nelle due stive interne, necessarie per evitare di agganciare armi sotto le ali (le quali avrebbero drasticamente aumentato la sezione radar dell'aereo), poteva contenere 2.268 kg di carico bellico. Tipicamente le bombe impiegate dall'F-117 erano le GBU-10, GBU-12, GBU-27, bombe a penetrazione BLU-109 e JDAM.
Non disponeva di armamento difensivo (mitragliatrici o cannoni). La sua protezione si basava interamente sulla furtività, con missioni prevalentemente notturne.

## Impiego
L'aeronautica statunitense tenne nascosta l'esistenza di questo aereo fino al novembre 1988, quando fu diffusa una sua fotografia sgranata. L'aereo fu definitivamente rivelato al pubblico nell'aprile del 1990, quando due esemplari atterrarono alla Nellis Air Force Base in Nevada di giorno alla presenza di migliaia di spettatori.
Durante i primi anni di test, dal 1984 al 1992, la flotta di F-117A era stanziata al Tonopah Test Range in Nevada dove furono impiegati nel 445° Tactical Group. Nel 1992 la flotta venne trasferita alla Holloman Air Force Base nel Nuovo Messico, al comando della 49° Fighter Wing.
Benché la sua prima sortita sia stata durante la crisi di Panama, quando gli Stati Uniti invasero il paese nel 1989, l'F-117 fece la storia durante la Prima Guerra del Golfo, nel gennaio 1991, bombardando il primo obiettivo della guerra in Iraq, il centro di comando per la difesa aerea.
Successivamente partecipò anche alla guerra del Kosovo, dove un esemplare di questi velivoli venne abbattuto. Fu poi impegnato in Afghanistan contro i talebani, e nella seconda guerra del Golfo.
Nel corso del 2007 è iniziato il ritiro dalla prima linea dei Nighthawk. I primi sei F-117A sono stati ritirati il 13 marzo a Tonopah. Infine, l'11 marzo 2008, con una cerimonia presso l'hangar 206 della Holloman AFB, si è chiusa definitivamente la carriera del Falco della notte. Al momento della cerimonia, rimaneva in servizio una dozzina di esemplari dei 59 costruiti. Tutti i velivoli rimasti sono destinati allo stoccaggio conservativo presso l'area adibita a deposito del Aerospace Maintenance and Regeneration Center a Davis-Monthan.
Dal 2020 i restanti 48 aerei sono impiegati come supporto alle esercitazioni U.S.A.F. ed U.S. Navy. Si ritiene che siano di stanza presso l'aeroporto del Tonopah Test Range.

## Incidenti e abbattimenti

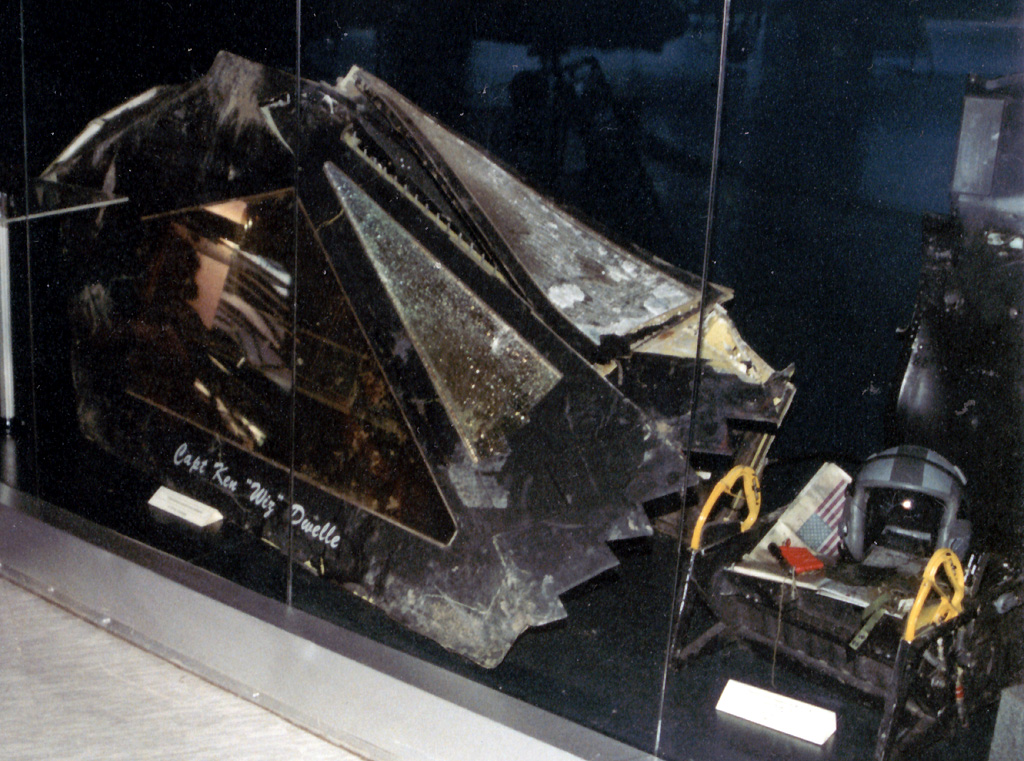
I resti di un F-117 abbattuto il 27 marzo 1999, vicino al villaggio di Buđanovci, in Serbia.

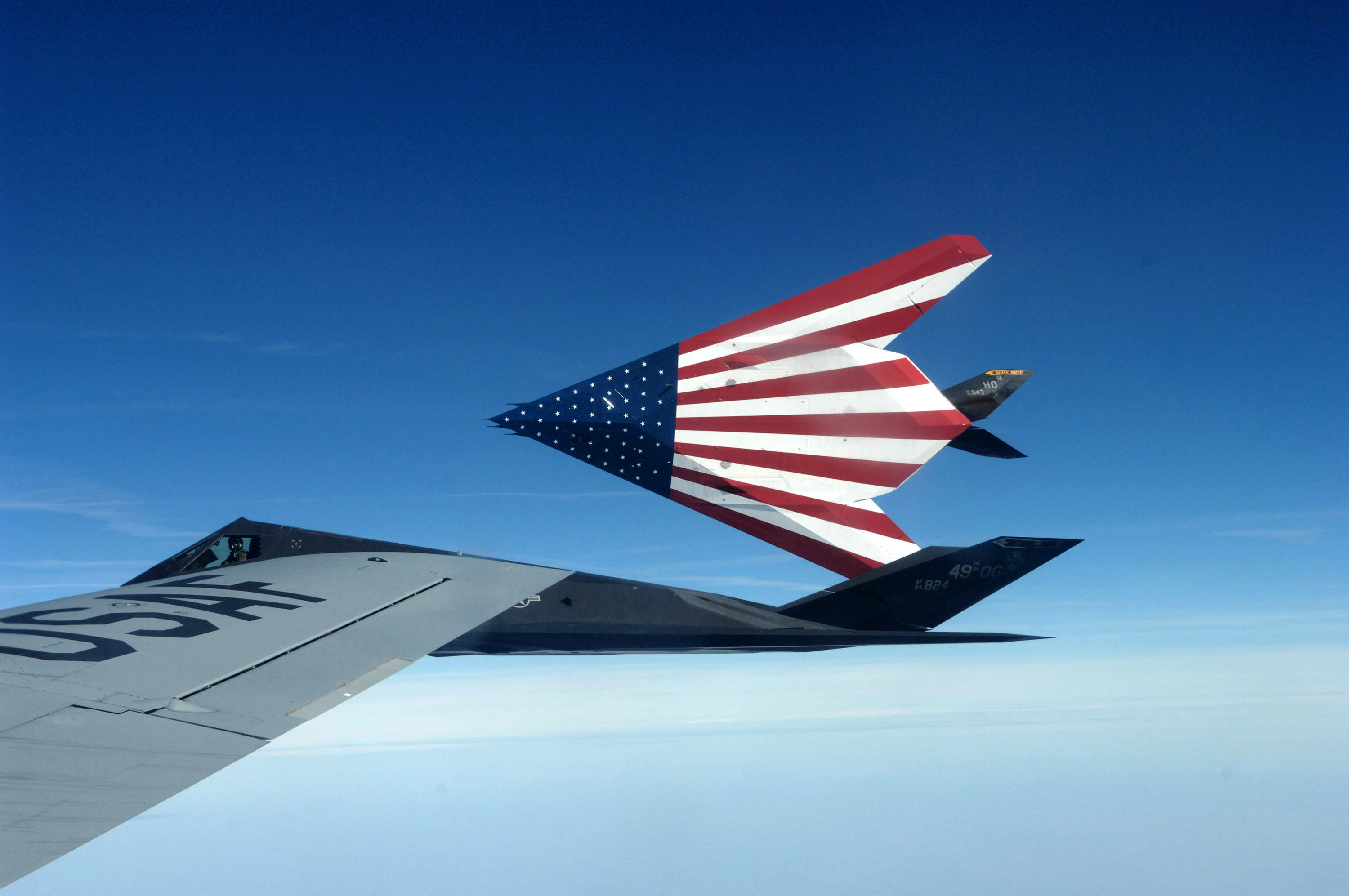
Due F-117 in livrea commemorativa si allontanano dopo il loro ultimo rifornimento da parte della Guardia nazionale dell'Ohio.

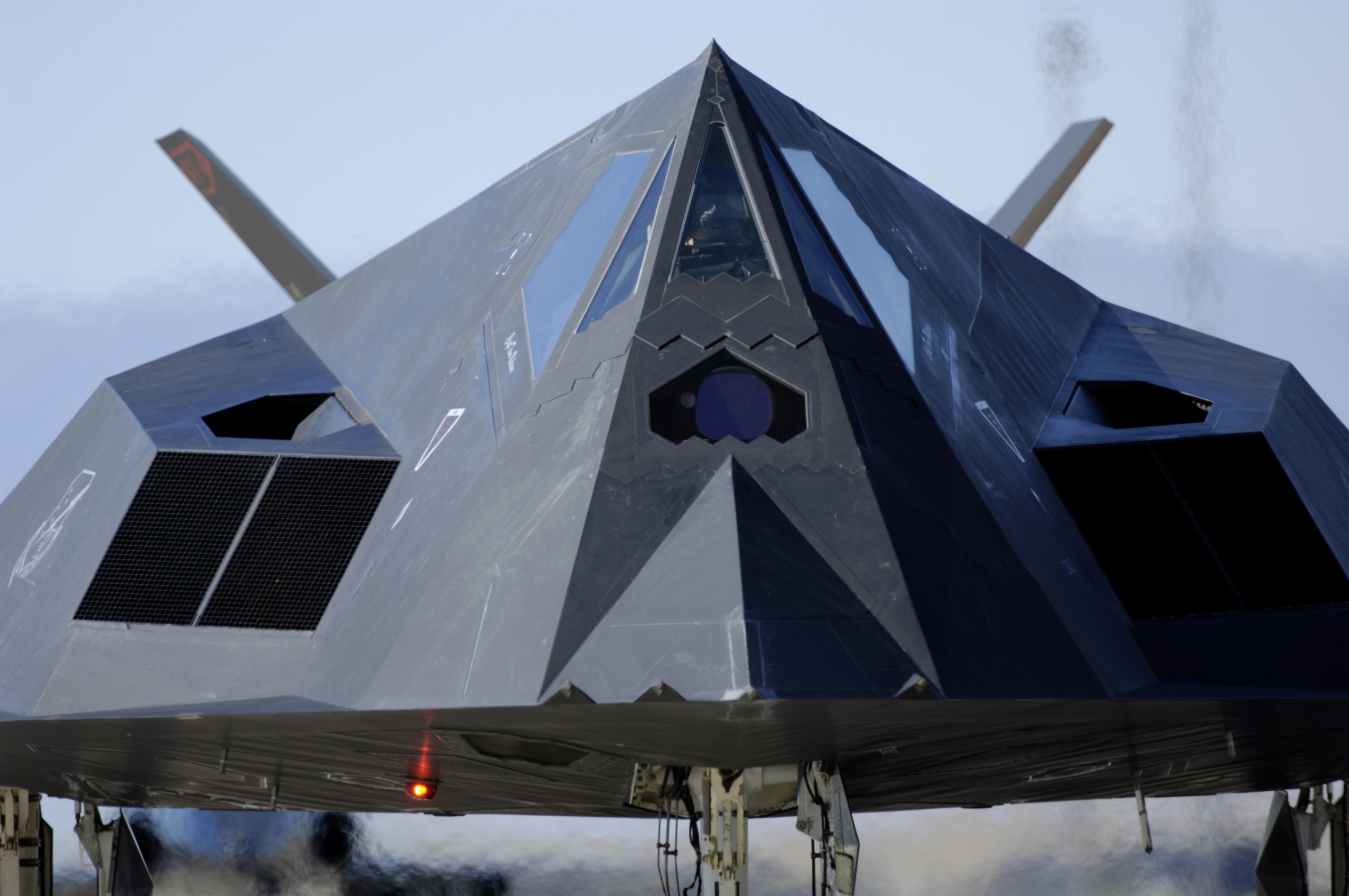
Il muso del F-117.

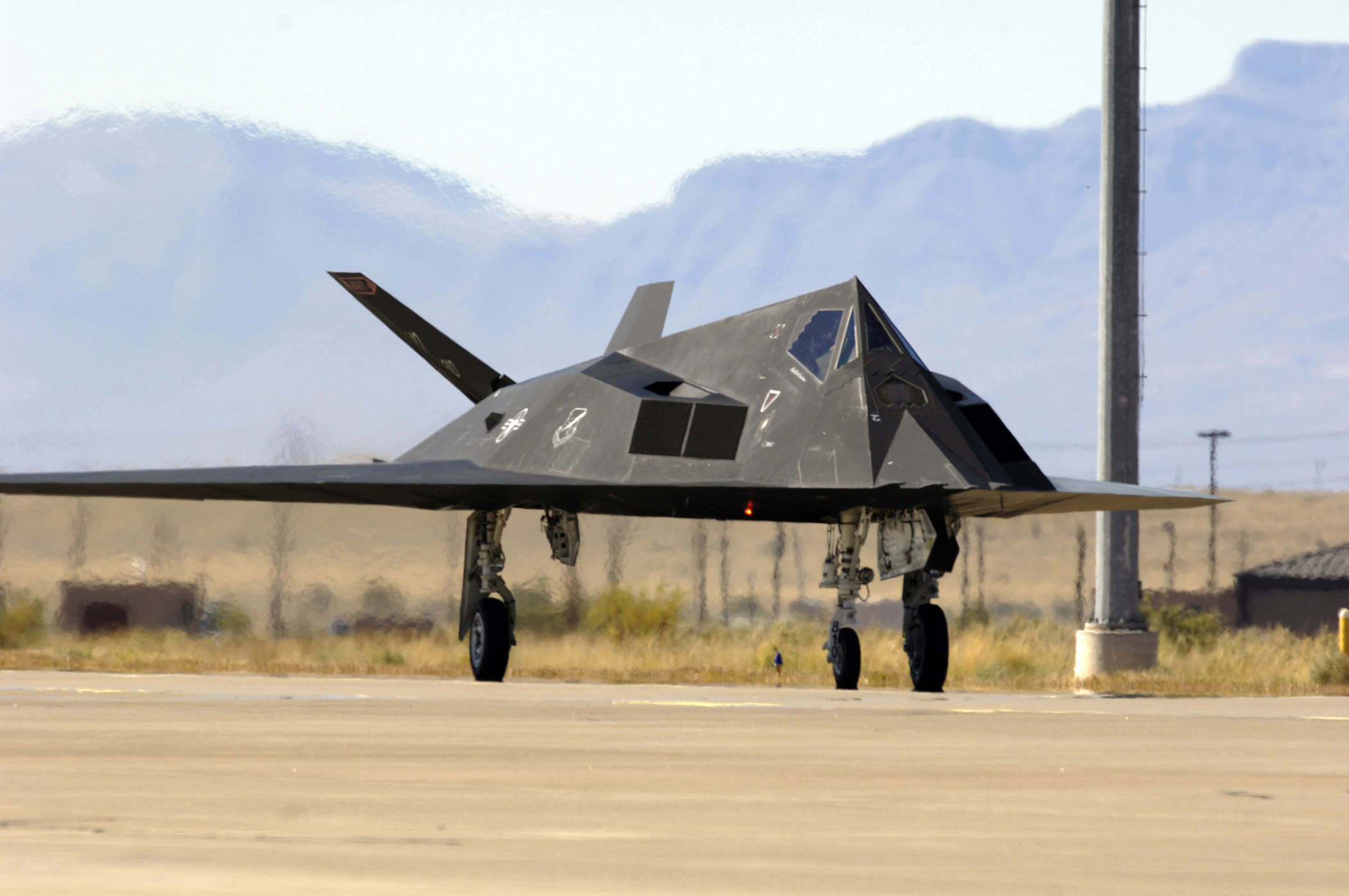
Un F-117 in rullaggio.

Sono cinque gli F-117 persi dall'USAF nel corso del periodo operativo.
La prima perdita fu il maggiore Ross Mullhare, l'11 luglio 1986, a bordo del velivolo con matricola 792. L'inchiesta a seguito dell'incidente stabilì che la probabile causa fu il disorientamento spaziale del pilota, sottoposto a stress a causa dello svolgersi esclusivo delle missioni in notturna. Stessa sorte toccò al maggiore Micheal Stewart, precipitato ai comandi del Nighthawk 815.
Il primo velivolo di serie, matricola 785, si schiantò durante il decollo da Tonopah, a causa di un errato cablaggio dei segnali di imbardata e beccheggio; il pilota Bob Riedenauer si salvò miracolosamente.
Un altro Nighthawk (il 793) si schiantò al suolo durante l'Air Show di Chesapeake, fortunatamente senza ferire o uccidere nessuno, il 14 settembre 1997; il pilota, maggiore Bryan Knight, riuscì ad eiettarsi con successo.
Un F-117 è andato perduto in combattimento il 27 marzo 1999, durante la guerra del Kosovo. Il 3º battaglione della 250ª brigata di difesa aerea, sotto il comando del colonnello Zoltán Dani, ha abbattuto F-117A (nominativo "Vega 31"), numero di serie 82-0806, con una versione migliorata del missile antiaereo Isayev S-125 (nome in codice NATO SA-3 Goa). Secondo il comandante della NATO Wesley Clark e altri generali, la difesa aerea iugoslava rilevava gli F-117 gestendo i loro radar su lunghezze d'onda insolitamente lunghe, rendendo l'aereo visibile ai radar per brevi periodi. Da quanto riferito, diversi SA-3 furono lanciati da circa 8 miglia di distanza e uno di essi esplose nei pressi dell'F-117A, costringendo il pilota a lanciarsi abbandonando il velivolo. Anche se sono ancora informazioni classificate, si ritiene che l'F-117 non possedesse alcun indicatore di allarme radar, quindi la prima indicazione del pilota di un missile in arrivo fu probabilmente l'avvistamento della sua fiamma. A quella distanza, e considerando la velocità di volo, il pilota aveva circa sei secondi per reagire prima dell'impatto. In un'intervista, Zoltán Dani ha riferito di aver mantenuto in movimento la maggior parte delle proprie postazioni alla ricerca di F-117 e di altri aerei della NATO. Dani si sarebbe interessato al caccia stealth ed ai possibili modi per individuarlo, molto prima della guerra e avrebbe poi usato queste conoscenze per contribuire ad aggiornare i già vecchi missili terra-aria (SAM) dell'esercito serbo, al fine di migliorarne la capacità di intercettazione. I comandanti e gli equipaggi dei SAM intuivano i percorsi di volo basandosi sui precedenti attacchi provenienti dagli stealth e posizionando i loro lanciatori SAM di conseguenza. Dani sostiene che, con la stessa tecnica, la propria batteria sia riuscita anche ad abbattere un F16.

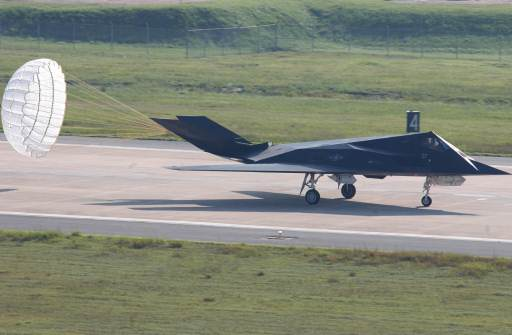
Un F-117 in atterraggio.

## Il Nighthawk nella cultura di massa
In ambito cinematografico, il Nighthawk compare nel film Philadelphia Experiment 2 (1993), dove un F-117 viene erroneamente mandato indietro nel tempo, nella Germania nazista. Fu poi utilizzato dai tedeschi per bombardare Washington e sconfiggere gli USA. Altre apparizioni rilevanti si segnalano in Decisione critica (dove un prototipo fantascientifico dello Stealth soprannominato "Remora" viene utilizzato per trasportare dei soldati a bordo di un Boeing 747 dirottato) e Black Thunder - Sfida ad alta quota (dove un F-117 carico di bombe viene dirottato). Appare anche in Trappola sulle montagne rocciose, dove nel tentativo di bombardare un treno dirottato, 2 veicoli vengono abbattuti.
L'aereo è protagonista dei videogiochi Nighthawk F-117A Stealth Fighter 2.0 (1991), F-117A Stealth Fighter (1992), F-117 Night Storm (1993) ed è uno dei velivoli pilotabili in molti altri.
La linea di giocattoli G.I. Joe prodotta dalla Hasbro, ha venduto nel 2004 un velivolo molto simile all'F-117, chiamato Sky Sweeper.

## Modellismo
- Testors scala 1/32 (art. 570), riproposto anche da Revell (art. 4803) e da Italeri (art. 609) nei rispettivi cataloghi.
- Trumpeter scala 1/32 (art. 03219).
- Academy scala 1/48 (art. 2118 / FA173), riproposto dalla casa madre in diverse confezioni.
- Hobbycraft scala 1/48 (art. HC1631), riproposto anche da Idea (art. 4803).
- Tamiya  scala 1/48, (art. 61059).
- Testors scala 1/48 (art. 577), riproposto anche da Italeri (cod. 829), reperibilità buona. Materiali: plastica (89 pezzi di cui 8 trasparenti), decalcomanie per una sola versione. Riedito sempre da Italeri  2750 nel 2018 con foglio decals nuovo per ben / versioni. Nel 1999 fu disponibile per la New ray (da scala 1-72), per Pilot model kit, ma anche in Sky pilot collection (con il piedistallo a forma di mappamondo).
- Monogram scala 1/48, (art. 5834), riproposto dalla casa madre in diverse confezioni ed anche da Revell e da Hasegawa nei rispettivi cataloghi in varie edizioni con diverse decals. Degna di nota la scatola Revell-Pro Modeller, contenente anche un set di particolari in metallo fotoinciso.
- Academy scala 1/72 (art. 4382), riproposto dalla casa madre in diverse confezioni ed anche da Kopro-Mastercraft nel proprio catalogo.
- Aeroplast scala 1/72 (art. 00141), riproposto dalla casa madre in diverse confezioni anche come YF-117A FSD.
- Airfix scala 1/72 (art. 05026), riproposto dalla casa madre in diverse confezioni ed anche da Heller nel proprio catalogo.
- AMT-Ertl scala 1/72 (art. 8814), grossolanamente errato nelle linee e nei dettagli, riproposto dalla casa madre in diverse confezioni ed anche da ESCI nel proprio catalogo.
- Hasegawa scala 1/72 (art. SP16, 51516), grossolanamente errato nelle linee e nei dettagli.
- Hasegawa scala 1/72 (art. E1, 00531), nuovo stampo, linee e dettagli fedeli, riproposto dalla casa madre in diverse confezioni anche con diverse decals.
- Italeri scala 1/72, Materiali: plastica (40 pezzi circa di cui 2 trasparenti). (cod. 189), prima uscita, decals per un esemplare, commercializzato anche dalle ditte Testors, Tamiya e Zvezda nei rispettivi cataloghi. (cod. 1264), stesso kit, decalcomanie per due versioni, entrambe con il ventre a stelle e strisce. Incluso piedistallo.
- Monogram scala 1/72 (art. 4382), riproposto dalla casa madre in diverse confezioni ed anche da Revell (aggiornato e con nuove parti) e da Hasegawa nei rispettivi cataloghi in varie edizioni con diverse decals.
- Revell scala 1/72 (art. 4382), grossolanamente errato nelle linee e nei dettagli, riproposto dalla casa madre in diverse confezioni ed anche da Matchbox e da Ace nei rispettivi cataloghi.
- Zhengdefu scala 1/72 (art. DF312), riproposto dalla casa madre in diverse confezioni ed anche da Hobbycraft e da Kitech nei rispettivi cataloghi.
- Doyusha scala 1/144 (art. 401620), kit precolorato a montaggio semplificato, riproposto anche da Airfix in diverse confezioni.
- Dragon/DML (cod. 4583), scala 1/144 reperibilità discreta. Materiali: plastica (38 pezzi di cui 2 trasparenti x 2 kit uguali); il kit comprende due esemplari completi con due diverse livree (Baja Scorpion e Gray Dragon). Riproposto dalla casa madre in diverse confezioni, anche con singolo kit.
- Revell scala 1/144 (art. 4037), grossolanamente errato nelle linee e nei dettagli, riproposto dalla casa madre in diverse confezioni.
- Trumpeter scala 1/144 (art. 01330).
- Zhengdefu scala 1/144(art. DF351).